# Astragalus kashmirensis
Astragalus kashmirensis es una especie de planta del género Astragalus, de la familia de las leguminosas, orden Fabales.

## Distribución
Astragalus kashmirensis se distribuye por Jammu y Cachemira.

## Taxonomía
Fue descrita científicamente por Bunge. Fue publicada en Mém. Acad. Imp. Sci. St.-Pétersbourg, Sér. 7. 15(1): 246, Index (1869).